# Nephodia
Nephodia är ett släkte av fjärilar. Nephodia ingår i familjen mätare.

## Dottertaxa tillNephodia, i alfabetisk ordning[1]
- Nephodia abortivata
- Nephodia acrinaria
- Nephodia admirationis
- Nephodia aegrotans
- Nephodia aerinaria
- Nephodia aethiopissa
- Nephodia albicans
- Nephodia albida
- Nephodia albidior
- Nephodia albinigra
- Nephodia albitaenia
- Nephodia albithorax
- Nephodia ambigua
- Nephodia approximata
- Nephodia astyochiodes
- Nephodia atomaria
- Nephodia auxesia
- Nephodia azenia
- Nephodia basiplaga
- Nephodia betala
- Nephodia bicolor
- Nephodia bilinea
- Nephodia bisecta
- Nephodia bistraria
- Nephodia bonitaria
- Nephodia brevistriga
- Nephodia cassaria
- Nephodia cassarioides
- Nephodia cenagosa
- Nephodia chiapensis
- Nephodia chthonia
- Nephodia cicaria
- Nephodia cissoessa
- Nephodia clara
- Nephodia claribrunnea
- Nephodia clarigrisea
- Nephodia claudaria
- Nephodia cleona
- Nephodia clerigata
- Nephodia cletagora
- Nephodia coalitaria
- Nephodia coenulenta
- Nephodia conjunctiva
- Nephodia contecta
- Nephodia costistigmata
- Nephodia crata
- Nephodia crypsiscia
- Nephodia cucula
- Nephodia cuculoides
- Nephodia curtistriga
- Nephodia curvifascia
- Nephodia decisa
- Nephodia deformata
- Nephodia deformis
- Nephodia differens
- Nephodia diluta
- Nephodia directa
- Nephodia discoloraria
- Nephodia dispansa
- Nephodia distincta
- Nephodia dividua
- Nephodia dognini
- Nephodia eccentrica
- Nephodia ellopiata
- Nephodia elongaria
- Nephodia erigone
- Nephodia erna
- Nephodia estriada
- Nephodia excavata
- Nephodia exclamationis
- Nephodia exularia
- Nephodia falculata
- Nephodia favaria
- Nephodia filiforma
- Nephodia flammatraria
- Nephodia flavipectus
- Nephodia flaviplaga
- Nephodia flavivertex
- Nephodia flebilis
- Nephodia foedata
- Nephodia folla
- Nephodia fronsaria
- Nephodia fumida
- Nephodia fumilinea
- Nephodia fumivena
- Nephodia fumosata
- Nephodia funeralis
- Nephodia furiata
- Nephodia gorgoniata
- Nephodia grisescens
- Nephodia hija
- Nephodia illiturata
- Nephodia illota
- Nephodia impunctata
- Nephodia incanata
- Nephodia incoloraria
- Nephodia infirma
- Nephodia infurcata
- Nephodia insipida
- Nephodia insuavis
- Nephodia intermedia
- Nephodia interposita
- Nephodia inversa
- Nephodia iridescens
- Nephodia irrorata
- Nephodia laevipennis
- Nephodia latifascia
- Nephodia legata
- Nephodia lexuria
- Nephodia luctifera
- Nephodia luteopunctata
- Nephodia manchata
- Nephodia marcida
- Nephodia marginata
- Nephodia maturata
- Nephodia minima
- Nephodia minor
- Nephodia mitellaria
- Nephodia monochroma
- Nephodia munda
- Nephodia mundaoides
- Nephodia musarana
- Nephodia nigra
- Nephodia nigricula
- Nephodia nigrisignata
- Nephodia nubetincta
- Nephodia nubilaria
- Nephodia nudata
- Nephodia obeliscata
- Nephodia oblitaria
- Nephodia obscuriorata
- Nephodia occulta
- Nephodia ochrea
- Nephodia orcipennata
- Nephodia ordaea
- Nephodia organa
- Nephodia pallicostata
- Nephodia pallida
- Nephodia pallidilinea
- Nephodia panacea
- Nephodia pania
- Nephodia panthea
- Nephodia pardata
- Nephodia partita
- Nephodia parva
- Nephodia paularia
- Nephodia pecalba
- Nephodia pectinata
- Nephodia pellucenta
- Nephodia pellucida
- Nephodia pensaria
- Nephodia perezi
- Nephodia perilla
- Nephodia perimede
- Nephodia perpusilla
- Nephodia perspersata
- Nephodia philomela
- Nephodia pieria
- Nephodia pieridaria
- Nephodia pilosa
- Nephodia plautilla
- Nephodia pseuderna
- Nephodia punctidisca
- Nephodia punctularia
- Nephodia rotundata
- Nephodia sabulosa
- Nephodia satellites
- Nephodia saturata
- Nephodia satyrata
- Nephodia secturata
- Nephodia sericea
- Nephodia sibylla
- Nephodia similis
- Nephodia solitaria
- Nephodia sororcula
- Nephodia spissata
- Nephodia styracaria
- Nephodia subalba
- Nephodia subatra
- Nephodia subbrunnea
- Nephodia subcolorata
- Nephodia subcomosa
- Nephodia subdolens
- Nephodia subfuligata
- Nephodia subnigrata
- Nephodia subnotata
- Nephodia subocellata
- Nephodia subpallida
- Nephodia subpardata
- Nephodia subplagiata
- Nephodia subsordida
- Nephodia subustata
- Nephodia tapponia
- Nephodia tironaria
- Nephodia tiza
- Nephodia transducta
- Nephodia translineata
- Nephodia triangulifera
- Nephodia trisecta
- Nephodia turpis
- Nephodia umbrilinea
- Nephodia unilinea
- Nephodia variolata
- Nephodia veninotata
- Nephodia vestigiata
- Nephodia viatrix
- Nephodia vicinaria
- Nephodia virginata
- Nephodia vulgaris
- Nephodia xanthosema
- Nephodia xanthostigma